# 't Soepuus
 't Soepuus is een gebouw aan de Kleine Kade in Goes, in de Nederlandse provincie Zeeland. Tot 1809, toen door een sluis geen getij meer in de Goese stadshaven bestond, heeft het dienst gedaan als getijwaterkorenmolen. Al in 1484 stond op deze plek zo'n molen, maar het huidige gebouw is ontstaan uit herbouw in 1554. In 1641 werd het gebouw vernieuwd met de gepleisterde pilastergevel. Het torentje met slagklokje en het eenwijzer-uurwerk zijn afkomstig van de in 1855 gesloopte Oostpoort. De molen werkte op water dat door sluisjes in een gebouwtje naast 't Soepuus bij hoog tij in de Achterhaven werd opgezameld en bij laag tij weer terugstroomde. In de kademuur is met een boog aangegeven waar het water werd doorgelaten.
In de negentiende eeuw werd het gebouw gebruikt als gaarkeuken, waar, tot in de jaren dertig, soep aan de Goese armen werd verstrekt. Aan deze verstrekkingen dankt het zijn naam. Tegenwoordig staat het gebouw ten dienste van de (jacht)haven.